# 江苏省国营共青团农场
江苏省国营共青团农场是位于江苏省镇江市京口区新民洲的一座国营农场。1980年代曾由润州区代管。所在区域，以共青团农场之名列为京口区下辖的一个类似乡级单位。
农场所在的新民洲是1928年形成的长江沙洲。1936年前后，有外地逃荒难民在此垦荒，称之“难民洲”。1949年后，改名为“新民洲”。1960年8月25日，中共镇江市委、镇江市政府响应中共中央“全党动手、大办农业、大办粮食”的号召，动员586名共青团员、青年职工开赴新民洲，垦荒种田、筑堤修路。同年8月，正式建立镇江市国营共青团农场。隶属有关系有过五次变化。1979年9月，经中共江苏省委批准，共青团农场划归省农垦系统，由江苏省农垦局领导，镇江市润州区代管。
1980年代时，农场总面积16平方公里，东、南、西三面环江，北与邗江县沙头乡接壤。农场场部设在新民洲，下辖渔场、芦滩管理处，林管站、红旗村、一大队、二大队、三大队、四大队、五大队、六大队、七大队、八大队12个农业单位。1987年，农场有874户，其中居民333户，2256人，非农业人口141人；农场职工1597人，其中固定职工1133人。

## 行政区划
在国家统计局网站上，2023年时共青团农场下辖以下地区：
红旗村和场圃村。